# Dominik Szala
Dominik Jerzy Szala (ur. 24 kwietnia 2006 w Katowicach) – polski piłkarz, występujący na pozycji obrońcy w polskim klubie Górnik Zabrze oraz w reprezentacji Polski U-19.

## Kariera klubowa

### Kariera juniorska
Szala w swojej juniorskiej karierze grał w latach 2014–2021 w GKS-ie Katowice oraz w latach 2021–2022 w Legii Warszawa.

### Górnik II Zabrze
5 marca 2023 roku Szala zadebiutował w drugim zespole Górnika Zabrze w przegranym 0:2 meczu ligowym ze Ślęzą Wrocław, w którym zagrał przez 90 minut.

### Górnik Zabrze
Szala po raz pierwszy zagrał w pierwszym zespole Górnika Zabrze 2 września 2023 roku w meczu Ekstraklasy przeciwko Lechowi Poznań, który ostatecznie skończył się remisem 1:1.

## Kariera reprezentacyjna[3]

### Drużyna U-17
W 2022 roku dostał powołanie od Marcina Włodarskiego do reprezentacji Polski do lat 17. Zadebiutował w tej reprezentacji 23 września w wygranym 5:2 meczu towarzyskim przeciwko Uzbekistanowi.
W 2023 roku pojechał z zespołem na Mistrzostwa Europy U-17, na których reprezentacja zajęła 3. miejsce i Mistrzostwa Świata U-17, w których odpadła już po fazie grupowej.

### Drużyna U-18
W drużynie narodowej do lat 18 zadebiutował 6 września 2023 roku w zremisowanym 4:4 towarzyskim meczu z Chorwacją.

### Drużyna U-19
9 października 2024 roku zadebiutował w zespole do lat 19, trenowanym wówczas przez Wojciecha Kobeszko, w meczu przeciwko reprezentacji Malty, który polska drużyna wygrała 6:0.

## Sukcesy

### Reprezentacja
- 3. miejsce na Mistrzostwach Europy U-17: 2023[3]

## Życie prywatne
Ojcem Dominika jest Wojciech Szala, który także był piłkarzem.